# 2005年孟加拉連環爆炸案
2005年8月17日，孟加拉國內有500個地點發生了爆炸案，該國64個縣中，有63個均在早上11:30至中午的半小時內發生了爆炸，爆炸的炸彈數目至少有500枚。孟加拉聖戰者組織宣稱其犯下了這場爆炸案，該組織當時由謝赫·阿卜杜勒·拉赫曼與班格拉·巴領導，且可能與蓋達組織有聯繫。另一恐怖組織伊斯兰圣战运动也參與了此次爆炸案。

## 攻擊
此次連環爆炸案中，許多起爆炸發生在政府機關的附近，在首都達卡，中央政府所在的孟加拉秘書處、高等法院、首相辦公室、達卡大學校園、沙阿贾拉勒国际机场與達卡喜來登酒店附近都發生了爆炸，造成了至少三人受傷。第二大城吉大港至少有15枚炸彈爆炸，錫爾赫特市則至少有五起。全國共有兩人罹難，其中一人是達卡近郊薩瓦烏帕齊拉的一名十歲兒童Abdus Salam，另一人則是邊境縣份諾瓦布甘傑縣的人力車司機Rabiul Islam，另外造成了超過115人受傷。

## 審判
這次連環爆炸案的主謀謝赫·阿卜杜勒·拉赫曼與班格拉·巴於次年（2006年）6月被孟加拉警方的反恐單位快速行動營逮補，他們與另外四名嫌犯被以謀殺與恐怖攻擊等罪起訴，並於2007年3月30日被處以絞刑。與此爆炸案相關的訴訟共有273起，其中200起在2013年已經結案，共有58名嫌犯被判處死刑、150名被判處無期徒刑、300名被判處有期徒刑。

## 各界反應
- 印度政府對此案表達高度關切與譴責[7]。
- 時任孟加拉工業部長的穆蒂·拉赫曼·尼扎米（屬孟加拉伊斯蘭黨（英语：Jamaat-e-Islami））指控印度參與此案[8]。
- 時任孟加拉法務部長的穆杜德·艾哈邁德（屬孟加拉國民族主義黨）表示，即使這些恐怖組織繼續努力一百年，也不可能將孟加拉變成像阿富汗塔利班那樣的極端伊斯蘭主義國家[8]。
- 時任白圖穆卡蘭清真寺海推布的烏白杜爾·哈克在一場有上千人參加的集會上表示：「伊斯蘭是禁止自殺攻擊的，這些恐怖份子是伊斯蘭之敵，所有穆斯林都有責任挺身對抗這些以伊斯蘭之名殺傷無辜的惡徒。[9]」